# Stetson (Maine)
Stetson is een town in de county Penobscot in Maine. De plaats had in 2010 1.202 inwoners. De naam Stetson komt van de eerste eigenaar, Amasa Stetson. Ook zijn broer Simeon Stetson woonde hier, maar hij vertrok in 1803 naar het nabijgelegen Hampden. In Stetson staat een kerk, namelijk de Stetson Union Church.
De plaats heeft een oppervlakte van 94,92 km², waarvan 4,30 km² water is.